# در حد مرگ کسل‌شده
در حد مرگ کسل‌شده (انگلیسی: Bored to Death) نام یک مجموعه تلویزیونی است که بین سالهای ۲۰۰۹ تا ۲۰۱۱ از شبکه اچ‌بی‌او پخش می‌شد.